# Les Années-sandwiches
Pour l’article ayant un titre homophone, voir Les Années sandwiches.
Les Années-sandwiches est un roman de Serge Lentz publié le 1er septembre 1981 aux éditions Robert Laffont et ayant reçu le prix des Libraires l'année suivante. Il a été adapté au cinéma en 1988 par Pierre Boutron sous un titre homonyme.

## Éditions
- Les Années-sandwiches, éditions Robert Laffont, 1981  (ISBN 2-22-100755-7).